# Biseau
Pour la famille, voir Famille de Biseau.
Pour l’article ayant un titre homophone, voir Bizot.
Cet article possède un paronyme, voir Biseau salé.

Biseau (en haut) et chanfrein (en bas).

Un biseau désigne le bord d'un objet taillé en biais, obliquement.
Par extension, il peut faire référence :
- à la surface obtenue en éliminant l'arête (en général à angle droit) de pierre d'un mur ou du bois d'un meuble, d'une plinthe. Cet arasement du matériau (par taille au ciseau, limage, rabotage, etc) a des fonctions pratiques (éviter la détérioration trop rapide par des chocs sur ce matériau, aux endroits de passage des utilisateurs) et esthétiques (puisque l'arasement diminue progressivement en arc, en haut et en bas) : voir chanfrein
- à la petite face inclinée du tranchant d'un outil acéré; un ciseau en a un, un fermoir en a deux.
- au bec de quelques instruments à vent ou à l'extrémité d'un tuyau d'orgue : voir biseau